# Kimi to Iu Hana
"Kimi to Iu Hana" (君という花) je drugi singl japanskog rock sastava Asian Kung-Fu Generation s njihovog debitantskog studijskog albuma Kimi Tsunagi Five M. Singl je objavljen 16. listopada 2003. te se nalazio na četrnaestom mjestu Oricon ljestvice. Tekst je napisao pjevač Masafumi Gotō. Sastav je kasnije uvrstio singl u DVD izdanje kompilacijskog albuma Feedback File.  

## Spot
Većina spota je snimana u blizini jezera i apartmanskog kompleksa. U spotu se pojavljuje čovjek obučen u kostim patuljka, koji pleše uz jezero, a kasnije mu se pridruže i članovi sastava.  

## Popis pjesama
1. "Kimi to Iu Hana" (君という花)
2. "Rocket No.4" (ロケットNo.4, Roketto No.4)

## Produkcija
- Masafumi Goto - vokal, gitara
- Kensuke Kita - gitara, prateći vokal
- Takahiro Yamada – bas, prateći vokal
- Kiyoshi Ijichi – bubnjevi
- Asian Kung-Fu Generation – producent

## Ljestvica
| Godina | Ljestvica | Najviša pozicija |
| ------ | --------- | ---------------- |
| 2004.  | Oricon    | 14               |